# Pseudobryocoris
Pseudobryocoris is een geslacht van wantsen uit de familie van de Miridae (Blindwantsen). Het geslacht werd voor het eerst wetenschappelijk beschreven door Distant in 1884.

## Soorten
Het genus is monotypisch en bevat alleen de volgende soort:

- Pseudobryocoris bicolor Distant, 1884